# Olga Knipper

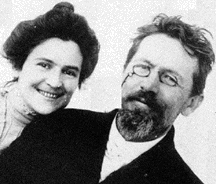
Knipper en Tsjechov

Olga Leonardovna Knipper (Russisch: Ольга Леонардовна Книппер-Чехова) (Glazov, 9 september 1868 - Moskou, 22 maart 1959) was een Russische actrice en getrouwd met de bekende Russische schrijver Anton Tsjechov (Антон Павлович Чехов). Knipper was een van de leden van het Moskou kunsttheater toen het werd opgericht in 1897 door Konstantin Stanislavski. Knipper trouwde met Anton Tsjechov, de schrijver van drie producties. De Duitse actrice Olga Tschechowa was haar nicht en de Russische componist Lev Knipper haar neef. 22 maart 1959 stierf Olga Knipper in Moskou, ze werd 90 jaar.
In september 2001 ging in Londen het stuk I take your hand in mine... in première van de hand van de Amerikaanse dramaturge Carol Rocamora, die zich in het vertalen en interpreteren van Tsjechov heeft gespecialiseerd. Haar stuk is gebaseerd op de liefdescorrespondentie tussen Anton en Olga. Vanaf 2008 werd Jouw hand in mijn hand in Vlaanderen gespeeld door Jef Demedts en Karen De Visscher.
- Bibsys: 90206743
- Biblioteca Nacional de España: XX1182761
- Bibliothèque nationale de France: cb122365665 (data)
- CiNii: DA00359084
- Gemeinsame Normdatei: 120013657
- International Standard Name Identifier: 0000 0001 1044 421X
- Library of Congress Control Number: nr91032340
- Nationale Bibliotheek van Letland: 000152518
- Bibliotheek van het Japanse parlement: 00435839
- Nationale Bibliotheek van Tsjechië: jn20000700919
- Nationale bibliotheek van Australië: 35132879
- Nationale Bibliotheek van Israël: 987007286155905171
- Nederlandse Thesaurus van Auteursnamen: 070615489
- Réseau des bibliothèques de Suisse occidentale: 02-A000195403
- LIBRIS: 67670
- SNAC: w6866pcv
- Système universitaire de documentation: 031078842
- Trove: 836558
- Virtual International Authority File: 22195852
- WorldCat: E39PBJc7XpjM4TrgbdHP6dJVYP